# Christian Thielck
Christian Thielck (* 1977 in Hamburg) ist ein ehemaliger deutscher Footballspieler.

## Laufbahn
Thielck spielte von 1998 bis 2007 bei den Hamburg Blue Devils und kam in der Offensive Line zum Einsatz. 2001, 2002 und 2003 wurde er mit Hamburg deutscher Meister, 1998 gewann er mit der Mannschaft den Eurobowl.
Thielk blieb nach dem Ende seiner Spielerlaufbahn bei den Blue Devils und übernahm am Jahresbeginn 2007 das Amt des Sportdirektors. Später gehörte er auch dem Trainerstab an. In der Saison 2013 war er bei den Hamburg Huskies als Assistenztrainer für die Betreuung der Offensive Line zuständig.
Im Vorfeld der Saison 2015 stieß er zum Trainerstab der Lübeck Cougars.